# Parafia Trójcy Świętej w Żmigrodzie
Parafia Trójcy Świętej – parafia rzymskokatolicka w Żmigrodzie, w dekanacie Prusice, w archidiecezji wrocławskiej. Prowadzona przez Zgromadzenie Księży Misjonarzy św. Wincentego a Paulo.

## Liczebność i obszar parafii
Parafię zamieszkuje 9150 mieszkańców. Parafia obejmuje następujące miejscowości: Borki (5,5 km), Borzęcin (4,5 km), Bychowo (6 km), Grądzik (3 km), Karnice (7 km), Kliszkowice Duże (6,5 km), Kliszkowice Małe (6,5 km), Marzęcin (6 km), Nowe Domy (6 km), Węglewo (3 km), Żmigródek (2 km)

## Historia parafii
Kościół parafialny św. Trójcy w Żmigrodzie zbudowany został w latach 1595–1607. Ufundowany został przez Adama von Schaffgotscha. W roku 1597 rozpoczęto jego budowę na miejscu poprzedniego. Starą świątynię rozebrano i przeniesiono na inne miejsce. Po wybudowaniu nowego kościoła okazało się, że jego wieża przechyla się, grożąc upadkiem. Aby temu zapobiec, dobudowano wspierające boczne mury, które zachowały się do dziś.
W 1702 r. kościół spłonął, odbudowano go w 1723 r. Po licznych przebudowach obecnie stanowi trójnawową bazylikę, do której wnętrza prowadzi renesansowy portal, nad którym umieszczony jest herb fundatora Schaffgotscha. W środku kościoła znajdują się neogotycki ołtarz główny i barokowe ołtarze boczne, rzeźby i obrazy barokowe z XVIII wieku oraz płyty nagrobne z XVI-XIX w.

## Poprzedni duszpasterze

### Proboszczowie
- ks. Jan Jonaczyk (1945–1959)
- ks. Konrad Sarwa (1959–1969)
- ks. Antoni Kułaga (1969–1974)
- ks. Jan Rogowiec (1974–1979)
- ks. Marian Rymarz (1979–1985)
- ks. Władysław Piotrowski (1985–1991)
- ks. Wiesław Wenz (1991–1997)
- ks. Edward Staszczyszyn (1997–2000)
- ks. Jacek Gasiński (2000–2004)
- ks. Eugeniusz Walentowicz (2004–2013)
- ks. Romuald Paszczuk (2013–2022)
- ks. Jerzy Grzyb (2022–2025)
- ks. Jerzy Tyrak (od 2025)

wszyscy ze Zgromadzenia Misji (CM)

## Kościoły i kaplice
- Żmigród, pw. Trójcy Świętej (kościół parafialny)
- Żmigród, pw. św. Stanisława Kostki (kościół pomocniczy)
- Bychowo, pw. św. Jana Nepomucena (kościół filialny)
- Borki, pw. św. Maksymiliana Kolbego (kaplica)
- Borzęcin, pw. św. Jadwigi Śląskiej (kaplica)
- Kliszkowice Duże, pw. św. Wincentego a Paulo (kaplica)
- Żmigród, pw. św. Barbary (kaplica cmentarna)
- Bychowo (kaplica cmentarna)
- kaplica Sióstr Miłosierdzia
- kaplica Księży Misjonarzy

## Zgromadzenia i zakony
- Księża Misjonarze św. Wincentego a Paulo, 55-140 Żmigród, ul. Kościelna 1
- Siostry Miłosierdzia św. Wincentego a Paulo, 55-140 Żmigród, ul. Poznańska

## Grupy parafialne
- Żywy Różaniec
- Stowarzyszenie Miłosierdzia św. Wincentego a Paulo
- Apostolat Maryjny
- Eucharystyczny Ruch Młodych
- Dzieci Maryi
- Lektorzy, Ministranci
- Zespół Młodzieżowy „Adonai”
- Młodzież Wincentyńska „Adonai”
- Ruch Światło – Życie
- Schola Dziecięca
- Chór Parafialny „Magnificat”
- Żywy Różaniec
- Młodzieżowa Grupa Miłosierdzia
- Akcja Katolicka
- Koło Przyjaciół Radia „Maryja”
- Parafialny Klub Sportowy
- Ministranci
- Seniorzy